# Hab

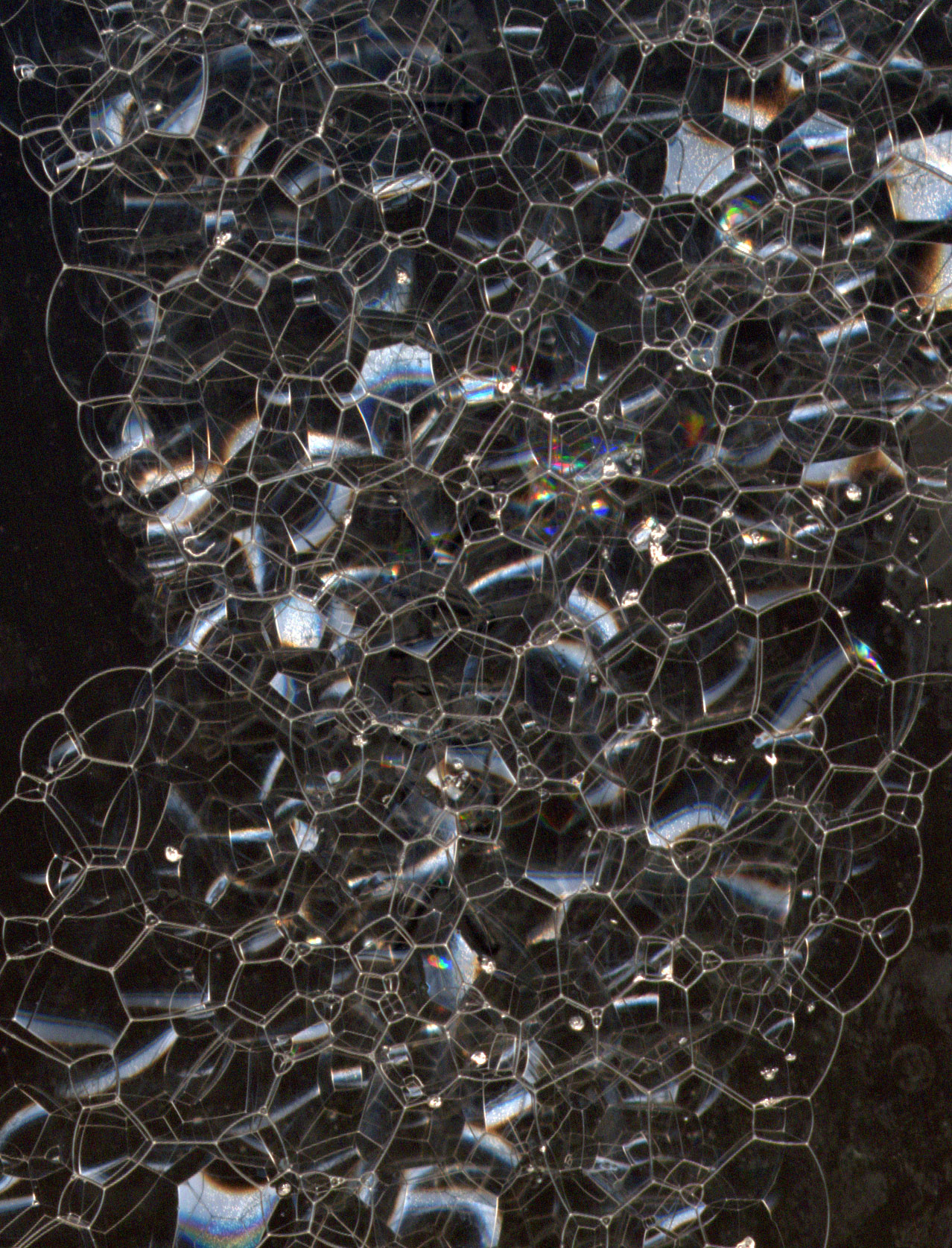
Buborékokból álló szappanhab

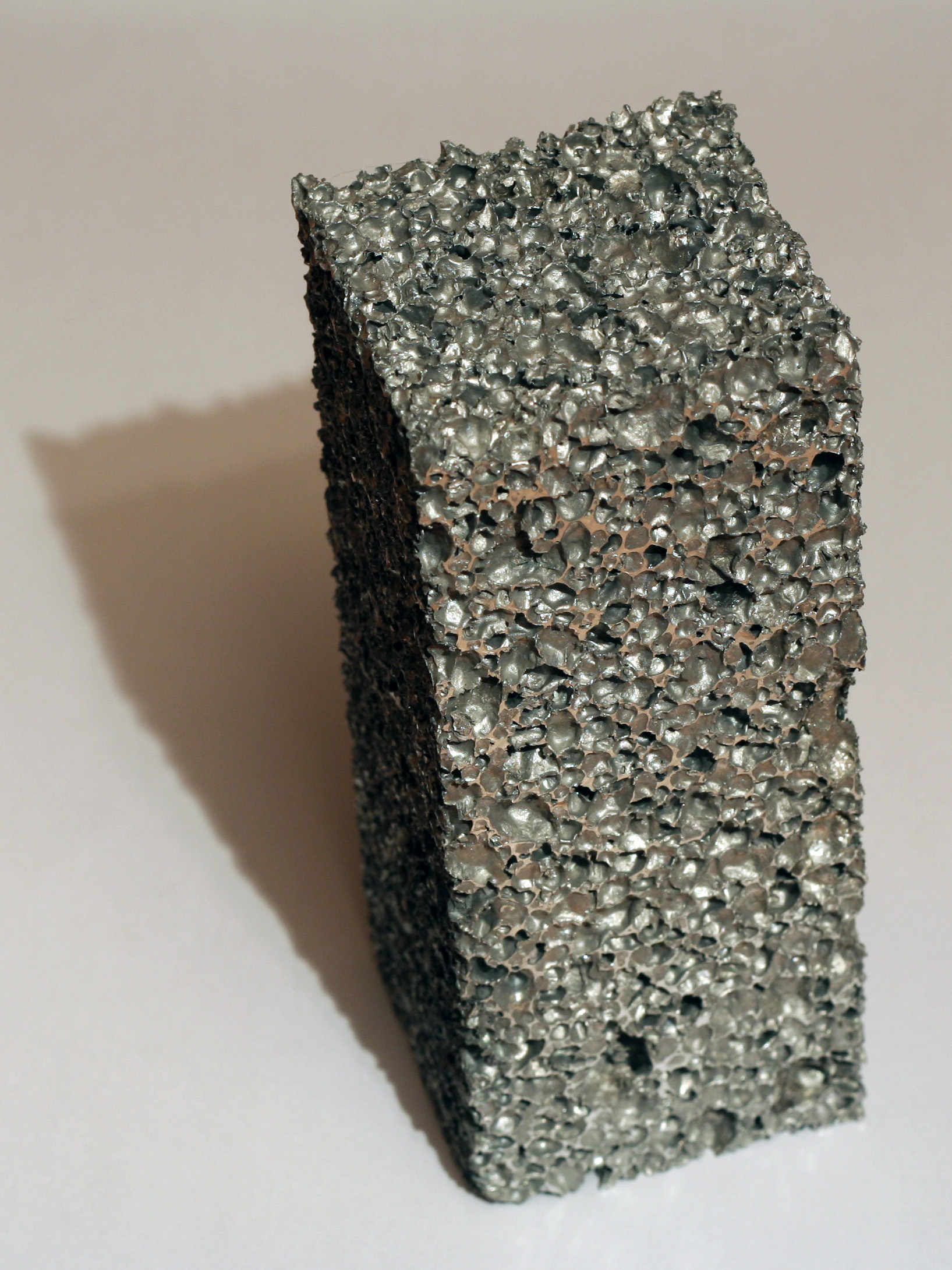
Alumíniumhab

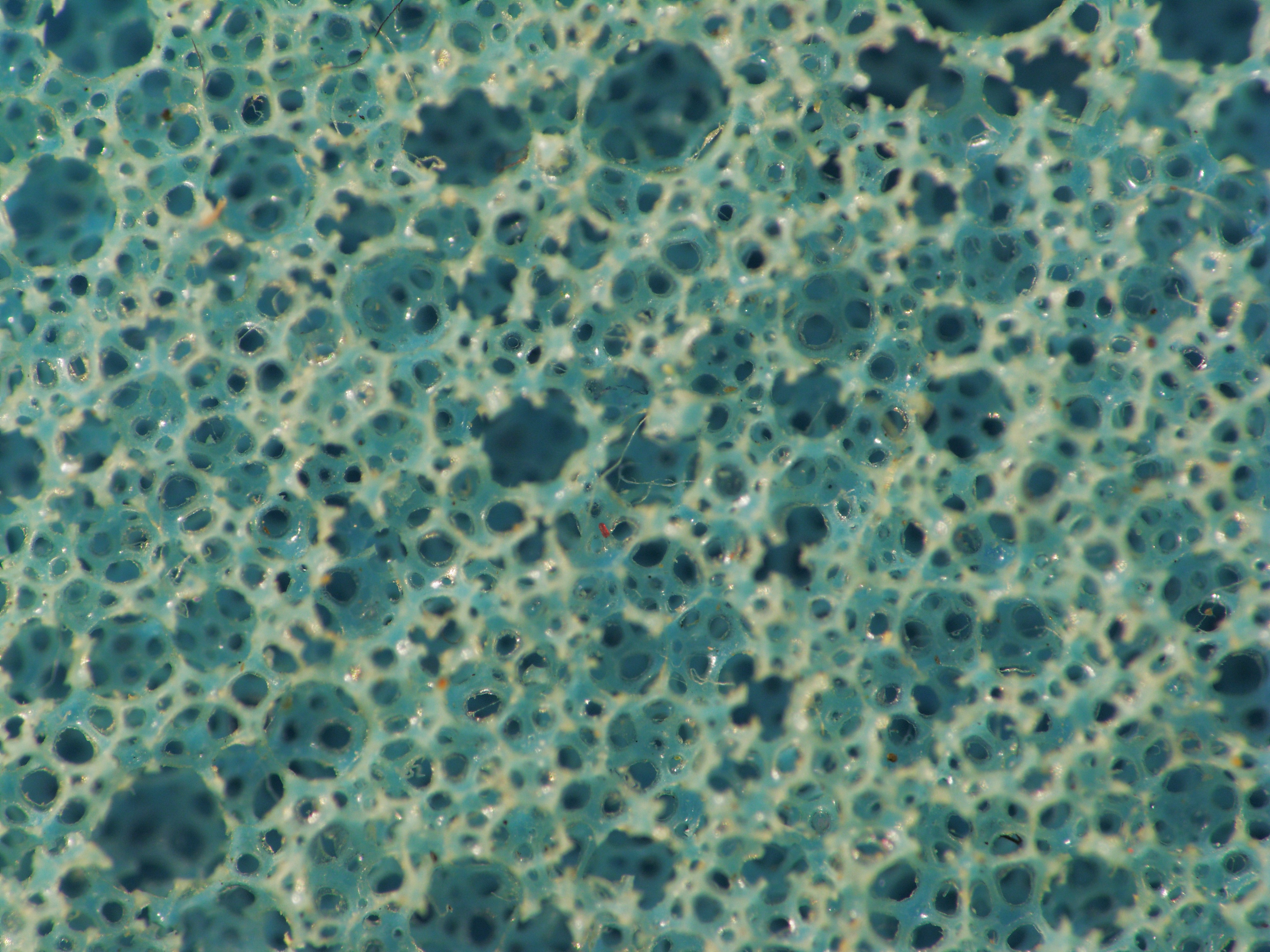
Műanyaghab képe közelről

Hétköznapi értelemben azt a folyékony vagy szilárd anyagot nevezik habnak, amelyben gázbuborékok találhatók nagy számban. Általánosabb értelemben több ezzel analóg jelenséget is habnak neveznek, pl. kvantumhab.
Az IUPAC meghatározása szerint a hab olyan diszperz rendszer, amelyben gáz van eloszlatva nagyrészt gázbuborékok formájában a folyékony, szilárd vagy gél állapotú diszperziós közegben. A buborékok átmérője általában nagyobb, mint 1 mikrométer, de a buborékok közötti lamellák vastagsága gyakran a kolloid mérettartományba esik.

## Habok a hétköznapi életben
A hétköznapi életben a leggyakoribb hab a szappanhab a mosásnál. Ételeink széles köre habzó anyag. Ilyen a sörhab és a szódavíz az italok körében. A főzés és a sütés anyagi közül jól ismert a tojáshab és a tejszínhab is. A szilárd anyagok körében ma már széleskörűen elterjedtek a műanyaghabok. A modern fémipar pedig a fémhabokat is előállít. 
A habok széles körét állítják elő mikrobák. Élelmiszereinkben az erjedési folyamat során gáz szabadul föl, melyet különböző élesztőgombák és élesztőbaktériumok termelnek. Amikor megkel a kenyér, amikor érik a sajt, erjed a must, ezek a mikroszkopikus élőlények alakítják át a félkész anyagokat, habosítják föl a kelt tésztát, számos sajtot és a mustot. A kenyér és a sajt (a nagy lukú sajt) meg is őrzi habos szerkezetét.
Ugyancsak a hétköznapi élet anyagai közé tartoznak a szivacsok is. Ezek tengeri vagy tavi élőlények vázából készülnek. Szerkezetük olyan, amilyet műanyagok habosításával is létre lehet hozni.

## Habok felhasználása az iparban
A habosítást más technológiákban is hasznosítják. Ilyen a flotálásnak is nevezett szétválasztó technológia. Áramló közegbe vezetik a szennyezőkkel kevert, megőrölt anyagokat, ahol a folyadék sűrűsége, a szennyezőkhöz kapcsolódó habok átlagsűrűsége különböző és a szennyeződések a folyadék felszínére úsznak, ahonnan elvezethetők. 

## A habok szerkezete
A habokat sokféle szempontból vizsgálták már. A valódi habok sokféle méretű buborékot tartalmaznak. A habosított anyagok tartalmazhatnak zárt és nyitott buborékokat is. Az előbbiek a zárt cellájú habok, utóbbiak a nyílt cellájú habok. A zárt cellájú habok szilárdabbak, jobb hőszigetelők. 

## Hab készítése a világűrben
A miskolci Admatis űrkutató csoport sikeres űrkísérletet készített elő a Nemzetközi Űrállomásra. A Focus nevű kísérlet során előre elkészített tubusokban fémhabok elkészítésének modellezése céljából vizes szuszpenzióból készült habokat készítettek. A kísérlet során azt vizsgálták, hogy a habgenerátor milyen mértékben működik a súlytalanság körülményei között. Megmérték, hogy milyen lett a létrehozott hab üregeinek méreteloszlása és térbeli szerkezete.

## A habok a matematikában
Érdekes szerepet játszanak a habok matematikában és a fizikában. A tér kitöltése egybevágó gömbökkel klasszikus matematikai probléma, fontos a kristályszerkezetek vizsgálatában. A fizikában a buborékok minimális felületeket hoznak létre. Plateau törvénye írja le azt, hogyan rendeződnek el a szappanfilmek, a szappanhártya felületek a habos folyadékban.